# 藤野洋右
藤野 洋右（ふじの ようすけ、1981年 - ）は、任天堂のUI／UXデザイナー。京都市立芸術大学美術科彫刻専攻出身。

## 経歴
大阪府出身。2002年京都市立芸術大学美術科彫刻専攻に入学。2005年に同大学を卒業。2008年に任天堂に入社。『ニンテンドーeショップ』をはじめとするECサイトを中心にUIとUXの設計を担当。

## 主な仕事
- ECサイト『ニンテンドーeショップ』UI／UX設計（2011年 - ）[3]

- スマートフォンアプリ『Nintendo みまもり Switch』UI／UX設計

- オンラインサービス『Nintendo Switch Online』UI／UX設計（2018年 - ）[4]